# دانشگاه بین‌المللی آذربایجان
دانشگاه بین‌المللی آذربایجان (آذربایجانی: Azərbaycan Beynəlxalq Universiteti) یک دانشگاه خصوصی که در سال ۱۹۹۷ تا ۲۰۱۰ میلادی فعال در شهر باکو پایتخت جمهوری آذربایجان فعال بوده‌است.
با تعطیلی دانشگاه بین‌المللی آذربایجان، وبگاه رسمی این دانشگاه نیز غیرفعال شده و برخط نیست. 